# Extralegale Hinrichtung
Eine extralegale Hinrichtung oder extrajustizielle Hinrichtung (englisch extra-judicial execution) ist eine willkürliche und vorsätzliche (gezielte) Tötung eines Menschen, meistens ausgeführt auf Anordnung, unter Beteiligung oder mit Duldung von Regierungen, ohne dass ein ordentliches Gericht eine Todesstrafe verhängt oder die Hinrichtung angeordnet hat. Deshalb wird diese Form der Tötung eines oder mehrerer Menschen auch oft als außergerichtliche Hinrichtung bezeichnet. Aufgrund der weltweiten Ächtung dieser Form von politischem Mord haben die Vereinten Nationen schon 1982 einen Berichterstatter zu extralegalen, summarischen und willkürlichen Hinrichtungen ernannt.

## Definition
Es gibt keine allgemein gültige Definition des Begriffes. In einem Werk, das für die Menschenrechtskommission von Pakistan verfasst wurde, nennt Asad Jamal folgende Kriterien: „Extralegale Hinrichtungen verletzen nationales Recht, Menschenrechte oder humanitäre Gesetze. Sie schließen Form exzessiver Gewalt der Polizei, wahllose Tötungen von Zivilisten in einem bewaffneten Konflikt und Morde von staatlichen Sicherheitskräften oder paramilitärischen Gruppen ein, wenn diese nicht adäquat untersucht, angeklagt und bestraft werden.“ Das Werk zitiert auch die Definition des ersten UN-Sonderberichterstatters zu extralegalen, summarischen und willkürlichen Hinrichtungen, Amos Wako (1982–1992), der diese Tötungen als Morde außerhalb von gerichtlichen und rechtlichen Verfahren, sowohl nach nationalem als auch nach internationalem Recht ansieht. In einem Aufsatz aus dem Jahre 2005 kam David Kretzmer zu folgender Definition:

„Jede Anwendung von tödlicher Gewalt durch staatliche Autoritäten, die nicht aufgrund von Bestimmungen zum Recht auf Leben gerechtfertigt sind, sind als extralegale Hinrichtung zu betrachten.“

## Erscheinungsformen
In einem 14-Punkte-Programm zur Verhinderung von extralegalen Hinrichtungen schreibt die deutsche Sektion von Amnesty International: „Viele Opfer extralegaler Hinrichtungen waren zuvor in Haft genommen oder von ihren Familien als ‚verschwunden‘ gemeldet worden. Einige wurden in ihren Häusern oder im Zuge militärischer Operationen getötet, andere fielen Attentaten durch uniformierte Sicherheitskräfte oder mit offizieller Billigung operierende „Todesschwadronen“ zum Opfer. Wieder andere wurden während friedlicher Demonstrationen vorsätzlich und willkürlich erschossen.“ In einem Handbuch des UN-Sonderberichterstatters Professor Philip Alston (August 2004—Juli 2010) sind verschiedene Situationen beschrieben, in denen es zu extralegalen Hinrichtungen kommen kann und welche Methoden angewendet werden sollten, um diese Art von Menschenrechtsverletzungen zu untersuchen. Als Unterpunkte werden genannt:
- Gewaltanwendung während eines bewaffneten Konflikts
- Gewaltanwendung durch Staatsbedienstete
- Tötungen durch nicht-staatliche Akteure und positive Verpflichtungen des Staates
- Tod in Haft
- Ermittlungen und Strafverfolgung von Tötungen
- Entschädigungen durch den Staat

In den letzten Jahren haben die Sonderberichterstatter die gezielte staatliche Tötung durch unbemannte und bewaffnete Luftfahrzeuge (Drohnen) in ihr Mandat einbezogen.
Die extralegale Tötung per Drohne wurde zunächst umfänglich durch die USA praktiziert.

## Möglichkeiten der Verhinderung
Im 14-Punkte-Programm zur Verhinderung von extralegalen Hinrichtungen nennt Amnesty International u. a. folgende Möglichkeiten:
- Offizielle Verurteilung extralegaler Hinrichtungen
- Strikte Begrenzung des Einsatzes von Gewalt
- Verbot von „Todesschwadronen“
- Schutz gefährdeter Personen
- Keine geheime Haft
- Gesetzliches Verbot extralegaler Hinrichtungen
- Unabhängige Untersuchungen
- Strafverfolgung der mutmaßlichen Täter
- Entschädigung der Familien der Opfer